# Pietro Accardi
Pietro Accardi (Palermo, 12 september 1982) is een Italiaanse voetballer (verdediger) die sinds 2012 voor de Italiaanse tweedeklasser Brescia Calcio uitkomt. 

## Carrière
- 1999-2000: SC Marsala 1912
- 2000-2006: US Città di Palermo
- 2006-2012: Sampdoria
- 2012-... : Brescia Calcio